# Guildfordia ostarrichi
Guildfordia ostarrichi là một loài ốc biển đã tuyệt chủng, thuộc họ Turbinidae.  